# Dursztyn
Dursztyn (słow. Durštín, węg. Dercsény, niem. Dürrenstein, Durstin lub Dürrstein) – wieś w Polsce położona w województwie małopolskim, w powiecie nowotarskim, w gminie Nowy Targ. W latach 1975–1998 miejscowość administracyjnie należała do województwa nowosądeckiego.
Dursztyn jest jedną z 14 wsi polskiej części Spisza. Nazwa pochodzi od niemieckiego słowa durstein (twarda skała) i oznacza trudne przejście lub przejazd przez skały.

## Położenie
Wieś leży w zachodniej części Pienin Spiskich, u podnóża Żaru, usytuowana pomiędzy wapiennymi grzbietami – Honajem i Czerwoną Skałą, z których wypływają potoki: Dursztyński, Przeczny i Dziurawy. Ludność Dursztyna licząca ok. 500 mieszkańców, zachowała polską gwarę spiską podobną do podhalańskiej. Główna produkcja rolna we wsi to hodowla bydła i produkcja mleka. Na rozległych łąkach rozrzucone są Dursztyńskie Skałki wchodzące w skład Pienińskiego Pasa Skałkowego.

## Historia
Pierwsze wiadomości o Dursztynie pochodzą z XVI wieku, kiedy to wieś podlegała administracji węgierskiej w zamku Niedzica, wchodzącej w skład klucza posiadłości niedzickiej. Po wschodniej stronie wsi istniał dwór, o czym świadczy nazwa miejscowa pól na terenie dzisiejszej hali wypasowej Dworek. We wsi istniała gorzelnia dworska, która dostarczała wódkę do piwnic we Frydmanie.
Po likwidacji folwarku mieszkańcy Jurgowa wykupili od węgierskich właścicieli ponad 180 ha ziemi, w tym lasy, łąki, pola uprawne, rozciągające się od Jurgowskiej Skały i góry Żar na północ, do góry Honaj i Nadawek. Są to tzw. Jurgowskie Hale. Na ich obrzeżu, w dolinie Piekiełko pomiędzy Gajną Skałą a Żarem wybudowali wspólnie, istniejące do dzisiaj Jurgowskie Stajnie. Na Jurgowskich Halach do dziś wypasa się owce ze wsi podhalańskich, zachowując tradycje pasterskie. Wytwarzany jest tam ser owczy, bundz i serki owcze wędzone (oscypki).

## Kultura
We wsi jest używana gwara spiska, zaliczana przez polskich językoznawców jako gwara dialektu małopolskiego języka polskiego, przez słowackich zaś jako gwara przejściowa polsko-słowacka. Tradycyjnym ubiorem był strój spiski w odmianie trybskiej.